# Alexander Issajewitsch Braudo

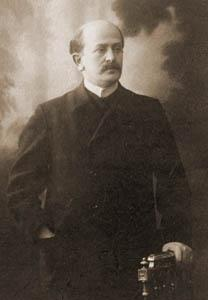
Alexander Issajewitsch Braudo

Alexander Issajewitsch Braudo (russisch Александр Исаевич Браудо; * 28. Novemberjul. / 10. Dezember 1864greg. in Wilkomir; † 8. November 1924 in London) war ein litauisch-russischer Historiker und Bibliothekar.

## Leben
Braudo besuchte das Gymnasium in Wladimir und studierte dann an der historisch-philologischen Fakultät der Kaiserlichen Universität Dorpat mit Abschluss als Kandidat.
1889 trat Braudo in das Ministerium für Volksaufklärung in St. Petersburg ein, das ihn sogleich in die dortige Öffentliche Bibliothek abordnete, um als Einjährig-Freiwilliger in der Rechtsabteilung zu arbeiten. Daneben führte er historische Untersuchungen durch. 1894 wurde er Leiter dieser Abteilung. Er war Mitglied der Kasse für gegenseitige Hilfe der Literaten und Gelehrten sowie des Vereins der jüdischen Jugend. Er gehörte zur Leitung des Verlages Allgemeines Wohl und arbeitete bei der Brockhaus-Efron-Enzyklopädie mit. 1900 wurde er Bibliothekar mit Ernennung zum Kollegienassessor und Mitglied der Russischen Bibliologischen Gesellschaft. 1902 übernahm er die Leitung der Abteilung Rossica der Öffentlichen Bibliothek. Er beteiligte sich an der Arbeit des Komitees für Alphabetisierung und war Mitglied der Freien Ökonomischen Gesellschaft, des Komitees der Spar- und Kreditgenossenschaften, der Jüdischen Kolonisationsgesellschaft in St. Petersburg und des Büros für politische Verteidigung (zusammen mit Henrich Sliosberg, Leon Bramson, Moissei Krol und anderen). 1903 wurde er Mitglied des Kuratoriums für die Hausangestellten und der Gesellschaft zur Förderung der Aufklärung unter den Juden in Russland, in der sich die Juden der Hauptstadt zusammen fanden. Er arbeitete in der Zeitschrift Befreiung und im Verlagshaus Gesellschaftshilfe mit. 1903–1906 war er Hofrat, 1908 Kollegienrat und 1909–1914 Staatsrat. 1903 wurde er Redaktionssekretär (bis 1913) und 1911 Redaktionsmitglied der Zeitschrift Arbeiterhilfe. Die für seine Hilfstätigkeiten wichtige ausländische Literatur übersetzte er ins Russische. Während der Russischen Revolution 1905 organisierte er mit anderen eine Protestversammlung in der Öffentlichen Bibliothek.
Braudo war eine Schlüsselfigur der jüdischen Nationalbewegung in Russland. Er war Mitglied der Jüdischen Historisch-Ethnographischen Gesellschaft und 1905–1906 Mitglied der Jüdischen Demokratischen Gruppe. 1906–1916 war er Abteilungssekretär des Kuratoriums für die jüdischen Mädchen St. Petersburgs bei der Russischen Gesellschaft zum Schutz der Frauen. Er leitete die Arbeit des illegalen Pressebüros, das Informationen über antisemitische Politik sammelte und veröffentlichte. Er sammelte selbst Materialien über Pogrome, die Lage der Juden und die Regierungspolitik gegenüber den Juden. Er beteiligte sich an der Aufklärung der Ermordung der Publizisten Grigori Iollos und Michail Herzenstein sowie an der Entlarvung Jewno Asefs und organisierte ausländische Proteste gegen die Beilis-Affäre. Er initiierte die Veröffentlichung der Materialien zur Geschichte der konterrevolutionären Bewegung in Russland, die von der Regierung beschlagnahmt wurden.
Während des Ersten Weltkrieges beteiligte er sich an der Arbeit des Jüdischen Komitees zur Unterstützung der Kriegsopfer und der Gesellschaft zur Erhaltung der Gesundheit der jüdischen Bevölkerung. 1916 bildete er ein Hilfskomitee für Arbeiter  unter der Schirmherrschaft der Kaiserin Alexandra Fjodorowna.
Nach der Februarrevolution 1917 rettete Braudo mit anderen die städtischen Bibliotheken und überführte sie in die Magazine der Öffentlichen Bibliothek (bis 1924). Er war Vorsitzender der Gesellschaft für Bibliothekswissenschaft bis zu seinem Tode. Nach der Oktoberrevolution wurde er 1918 zum Direktor-Stellvertreter der Öffentlichen Bibliothek gewählt. 1919 wechselte er zur Stadtbibliothek Odessa, deren Direktor er 1920–1921 war. Zusammen mit anderen erarbeitete er die Geschichte der Juden in Russland im Rahmen der Geschichte des jüdischen Volkes. Er kehrte nach Petrograd zurück und übernahm wieder das Amt des  Direktor-Stellvertreters der Öffentlichen Bibliothek. Er sorgte für den Erwerb ausländischer Literatur und gründete ein Bibliothekskabinett für neue ausländische Literatur. Im Mai 1924 wurde er zu den großen europäischen Bibliotheken in Paris und London geschickt für Vereinbarungen über den Erwerb und Austausch von Büchern für die Öffentliche Bibliothek. In Paris gründete er das Informationsbüro Russische Korrespondenz.
Braudo war Mitglied der Freimaurerloge Grand Orient der Völker Russlands in der Tradition der Loge Grand Orient de France. Er war verheiratet mit  Ljubow Iljinitschna geb. Harkavy, mit der er zwei Kinder hatte, den Sohn Isai Alexandrowitsch Braudo, der Organist wurde, und die Tochter Nadeschda Braudo (1894–1976), die Künstlerin wurde und den Dichter und Künstler Léon Zack heiratete.